# PUDEMO
People's United Democratic Movement er det største oppositionsparti i Swaziland. Partiet blev dannet den 7. juli 1983. Partiet ledes af demokratiaktivist Mario Masuku. Alle politiske partier, inklusive PUDEMO, er forbudte i Swaziland, der er et enevældigt monarki.